# ルシアン・テヴェ
ルシアン・テヴェ（Lucien Thévet、1914年6月3日 - 2007年6月30日）は、フランスのホルン奏者。
ボーヴェに生まれる。
パリ音楽院でエミール・ヴュイエルモーズに師事して1937年に卒業。
1938年からパリ音楽院管弦楽団の首席奏者となり、1967年に同オーケストラが解散するまで在籍。
1941年にはパリ国立歌劇場のホルン奏者を兼任し、1974年まで務めた。
1948年から1981年までヴェルサイユ音楽院で教鞭を取った。

## 著作
- Lucien Thévet (1960) Méthode Complète de Cor, Éditions Musicales Alphons Leduc.
- Lucien Thévet (1968) Soixante Études pour Cor, Éditions Musicales Alphons Leduc.